# Dlhé Pole
Dlhé Pole este o comună slovacă, aflată în districtul Žilina din regiunea Žilina. Localitatea se află la altitudinea de 392 m deasupra n.m., se întinde pe o suprafață de 41,03 km2 și în 2017 număra 1.899 de locuitori.

## Istoric
Localitatea Dlhé Pole este atestată documentar din 1320.

## Demografie
| An:                | 1994 | 2004   | 2014   | 2024   |
| ------------------ | ---- | ------ | ------ | ------ |
| Număr de persoane: | 2157 | 2039   | 1934   | 1939   |
| Diferență:         |      | −5,47% | −5,14% | +0,25% |

| An:                | 2023 | 2024   |
| ------------------ | ---- | ------ |
| Număr de persoane: | 1921 | 1939   |
| Diferență:         |      | +0,93% |